# Recopa Sudamericana
Recopa Sudamericana er en årlig tilbagevendende fodboldkamp mellem de regerende mestre af Copa Sudamericana og Copa Libertadores.

## Kampe
| Årstal        | Land      | Hold              | Resultat         | Land      | Hold                    |
| ------------- | --------- | ----------------- | ---------------- | --------- | ----------------------- |
| 1989 Detaljer | Uruguay   | Nacional          | 1-0 og 0-0       | Argentina | Racing Club             |
| 1990 Detaljer | Argentina | Boca Juniors      | 1-0              | Colombia  | Atlético Nacional       |
| 1991          | Paraguay  | Olimpia           |                  |           |                         |
| 1992 Detaljer | Chile     | Colo-Colo         | 0-0 (5-4)        | Brasilien | Cruzeiro                |
| 1993 Detaljer | Brasilien | São Paulo         | 0-0 og 0-0 (4-2) | Brasilien | Cruzeiro                |
| 1994 Detaljer | Brasilien | São Paulo         | 3-1              | Brasilien | Botafogo                |
| 1995 Detaljer | Argentina | Independiente     | 1-0              | Argentina | Vélez Sarsfield         |
| 1996 Detaljer | Brasilien | Grêmio            | 4-1              | Argentina | Independiente           |
| 1997 Detaljer | Argentina | Vélez Sarsfield   | 1-1 (4-2)        | Argentina | River Plate             |
| 1998 Detaljer | Brasilien | Cruzeiro          | 2-0 og 3-0       | Argentina | River Plate             |
| 1999-2002     |           |                   | Ubestridt        |           |                         |
| 2003 Detaljer | Paraguay  | Olimpia           | 2-0              | Argentina | San Lorenzo             |
| 2004 Detaljer | Peru      | Cienciano         | 1-1 (4-2)        | Argentina | Boca Juniors            |
| 2005 Detaljer | Argentina | Boca Juniors      | 3-1 og 1-2       | Colombia  | Once Caldas             |
| 2006 Detaljer | Argentina | Boca Juniors      | 2-1 og 2-2       | Brasilien | São Paulo               |
| 2007 Detaljer | Brasilien | Internacional     | 1-2 og 4-0       | Mexico    | Pachuca                 |
| 2008 Detaljer | Argentina | Boca Juniors      | 3-1 og 2-2       | Argentina | Arsenal                 |
| 2009 Detaljer | Ecuador   | LDU Quito         | 1-0 og 3-0       | Brasilien | Internacional           |
| 2010 Detaljer | Ecuador   | LDU Quito         | 2-1 og 0-0       | Argentina | Estudiantes             |
| 2011 Detaljer | Brasilien | Internacional     | 2-1 og 3-1       | Argentina | Independiente           |
| 2012 Detaljer | Brasilien | Santos            | 0-0 og 2-0       | Chile     | Universidad de Chile    |
| 2013 Detaljer | Brasilien | Corinthians       | 1-2 og 2-0       | Brasilien | São Paulo               |
| 2014 Detaljer | Brasilien | Atletíco Mineiro  | 1-0 og 4-3       | Argentina | Lanús                   |
| 2015 Detaljer | Argentina | River Plate       | 1-0 og 1-0       | Argentina | San Lorenzo de Almagro  |
| 2016 Detaljer | Argentina | River Plate       | 0-0 og 2-1       | Colombia  | Independiente Santa Fe  |
| 2017 Detaljer | Colombia  | Atlético Nacional | 1-2 og 4-1       | Argentina | Chapecoense             |
| 2018 Detaljer | Brasilien | Gremio            | 1-1 og 0-0 (5-4) | Argentina | Independiente           |
| 2019 Detaljer | Argentina | River Plate       | 0-1 og 0-3       | Brasilien | Atlético Paranaense     |
| 2020 Detaljer | Brasilien | Flamengo          | 2-2 og 3-0       | Ecuador   | Independiente del Valle |
| 2021 Detaljer |           |                   | (at definere)    |           |                         |